# Pioneer 2
Pioneer 2 (également appelé Able 3) est une des premières sondes spatiales destinée à explorer le Système solaire et développée par les États-Unis. Troisième véhicule du programme Project Able Probes de la USAF et dernier de la série Able, la sonde spatiale est développée initialement par la USAF puis en collaboration avec la NASA lorsque celle-ci est créée pour prendre en charge le programme spatial civil. Cette petite sonde de 39,6 kilogrammes qui embarque cinq instruments est lancé le 8 novembre 1958 dans le but d'étudier la Lune et de son environnement en se plaçant en orbite autour de celle-ci. Le lancement échoue à la suite d'une défaillance du lanceur Thor-Able.

## Contexte
Pioneer 2 est la dernière des trois sondes spatiales Able conçues pour sonder l'espace lunaire et cislunaire. Peu de temps après le lancement, le troisième étage du lanceur se sépare mais ne s'allume pas, et Pioneer 2 n'atteint pas son orbite lunaire prévue. Le véhicule spatial atteint une altitude maximale de 1 530 km (comme annoncé en décembre 1959) avant de rentrer dans l'atmosphère terrestre à 28,7° N et 1,9° E au-dessus du nord-ouest de l'Afrique. Une petite quantité de données est obtenue durant ce vol trop court, y compris des preuves que la région équatoriale autour de la Terre a un rayonnement et un flux d'énergie plus élevé que précédemment considéré et que la densité de micrométéorites est plus élevée autour de la Terre que dans l'espace.

## Description de la sonde lunaire

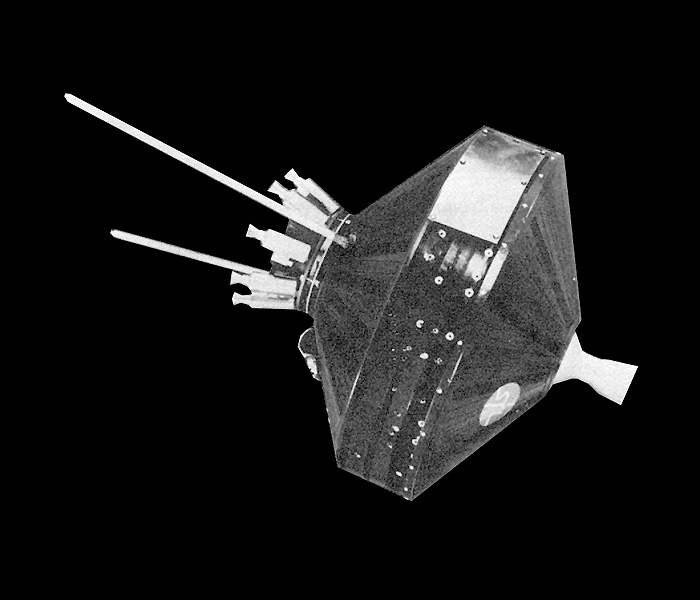
Pour ce troisième lancement par l'armée de l'air américaine d'un orbiteur lunaire, les ingénieurs ont introduit un certain nombre de changements au lanceur Thor-Able.

La sonde Pioneer 2 est presque identique à la sonde Pioneer 1. La sonde lunaire consiste en un cylindre avec un cône tronqué supérieur et inférieur. Le cylindre a un diamètre de 74 cm et une hauteur de 76 cm. Le cône inférieur où se trouve un moteur-fusée à propergol solide de 11 kg, qui constitue le principal élément structurel de la sonde lunaire. Huit petits moteurs verniers, pour le réglage de la vitesse, à propergol solide de faible poussée sont installés sur le cône supérieur dans un anneau pouvant être largué après utilisation. Une antenne magnétique fait également saillie du cône supérieur. Le cylindre central est composé de plastique stratifié et est peint avec un motif de rayures sombres et claires pour aider à réguler la température. La masse totale du véhicule spatial est de 39,6 kg.

## Description des instruments
Les instruments scientifiques ont une masse de 15,6 kg et consiste en un système de télévision à balayage d'images STL (qui remplace le système de télévision à infrarouge à balayage d'images sur Pioneer 1), un compteur pour les mesures de rayonnement, une chambre d'ionisation pour mesurer le rayonnement dans l'espace, un ensemble diaphragme/microphone pour détecter les micrométéorites, un magnétomètre pour mesurer les champs magnétiques à 5 microgauss et des résistances à température variable pour enregistrer les conditions internes de la sonde lunaire. La sonde lunaire est alimentée par des piles nickel-cadmium pour l'allumage des moteurs-fusées, des piles en argent pour le système de télévision et des piles au mercure pour les circuits restants. La transmission radio se fait à 108,06 MHz par une antenne magnétique pour le système de télévision, la télémétrie et le système doppler. Les commandes au sol sont reçues à 115 MHz. La rotation du véhicule spatial doit être stabilisée à 1,8 tr/s.
Pioneer 2  emporte cinq instruments :
- Caméra de télévision à balayage Terre-Lune (Earth-Moon TV Scanner), le système de télévision se compose d'une unité optique contenant un photomètre et un miroir sphérique concave, un amplificateur électronique, un magnétophone et un émetteur. Cette unité est installée sur la sonde spatiale de sorte que l'axe optique forme un angle de 135° avec l'axe de rotation de la sonde spatiale. La caméra permet de balayer la face cachée de la Lune et de photographier la surface de la Terre alors que la sonde se dirige sur une trajectoire lunaire. Une seule image consiste en 128 balayages (un balayage par rotation de la sonde lunaire) avec une résolution de 0,5°. La majeure partie de la Terre vue par la caméra avant la rentrée se trouve dans l'obscurité et, par conséquent, ne produit pas d'images terrestres utilisables.
- Chambre d'ionisation (Ionization Chamber), chambre d'ionisation à paroi en aluminium d'un volume de 43 cm3 est utilisée pour mesurer la composante ionisante totale du flux de rayonnement cosmique. Avant le vol, une source de cobalt 60 est utilisée pour calibrer la chambre. Malgré la brève durée de vie de Pioneer 2, l'instrument fonctionne bien et les données de la chambre d'ionisation sont reçues au cours de la première demi-heure de vol. La sonde traverse 7° de latitude, de 30° à 23° de latitude, de 1 470 à 1 500 km.
- Magnétomètre à bobine de recherche (Search-Coil Magnetometer), pour mesurer les champs magnétiques géomagnétique et interplanétaire lointains. L'altitude atteinte est de 1 530 km. Il est conçu pour détecter à la fois l'amplitude absolue et les changements directionnels de l'intensité du champ magnétique à de grandes distances. La gamme dynamique du détecteur est de 60 microgauss. L'instrument est enfermé dans un conteneur blindé contre les radiofréquences. Pioneer 2 est lancé dans des conditions géomagnétiques relativement calmes.
- Micrométéorite (Micrometeorite), un instrument pour déterminer la densité de micrométéorites dans le milieu interstellaire. L'instrument fonctionne bien durant le vol, mais les résultats sont limités en raison d'une panne du lanceur.
- Télescope à rayons cosmiques (Cosmic-Ray Telescope), pour mesurer l'intensité du rayonnement cosmique primaire à l'aide d'un télescope composé de sept compteurs proportionnels à triple coïncidence (un compteur entouré de six autres compteurs) dont les axes de symétrie sont parallèles. Des données utiles acquises au cours de ce bref vol fournissent la preuve que la région équatoriale de la Terre a un flux et une énergie plus importants que ceux précédemment suspectés. Aussi pour étudier l'effet Vavilov-Tcherenkov.

## Déroulement de la mission
La sonde spatiale est lancée par le lanceur Thor-Able # 2 (Thor # 129) qui décolle 8 novembre 1958 à 07 h 30 min 20 s TU de l'aire de lancement LC-17A de la base de lancement de Cap Canaveral. Un signal émis par le contrôle au sol met fin à la poussée du deuxième étage du lanceur Thor plus tôt que prévu. De plus, après le largage du deuxième étage la mise à feu du troisième étage X-248 échoue : la trajectoire de la sonde lunaire culmine à une altitude de 1 530 km mais n'ayant pas atteint une vitesse horizontale suffisante pour se placer en orbite, la sonde spatiale retombe vers le sol à 28,7° N et 1,9° E au-dessus du nord-ouest de l'Afrique et est détruite en pénétrant dans l'atmosphère terrestre à grande vitesse 42 min 10 s après son lancement.
Le satellite parvient durant son vol balistique à très haute altitude à fournir avant sa destruction quelques données dont la preuve que la région équatoriale autour de la Terre a un flux et un rayonnement d'énergie plus élevés que l'on pensait auparavant et que la densité de micrométéorites est plus élevée près de la Terre que dans le milieu interplanétaire.

## Résultats de la mission
Un communiqué de presse de la NASA de l'administrateur T. Keith Glennan (1905-1995) peu après le lancement a officiellement nommé la sonde Pioneer 2. Les investigations menées après cet échec concluent que le moteur du troisième étage n'a pas démarré en raison de la rupture d'un fil électrique.